# Mountbatten-Windsor

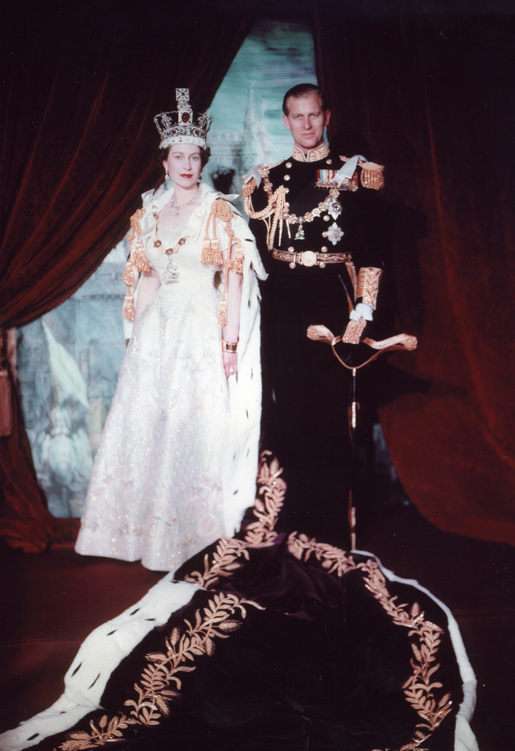
Ritratto di incoronazione di Elisabetta e Filippo, giugno 1953

Stemma di Filippo, duca di Edimburgo

Stemma della famiglia Mountbatten

Stemma della famiglia Windsor

Mountbatten-Windsor è il cognome usato, dal 1960 in poi se e quando necessario, dai discendenti di Elisabetta II del Regno Unito e di suo marito Filippo, duca di Edimburgo. Esso nasce come unione dei cognomi della sovrana e di suo marito.

## Storia
Fino al 1960 il cognome, se e quando usato, era semplicemente il nome del casato, Windsor. In quell'anno, pur non cambiando il nome della dinastia, la regina Elisabetta II cambiò il cognome dei suoi discendenti diretti in Mountbatten-Windsor. Tale modifica non è stata applicata né ai rami collaterali della famiglia regnante né ad Elisabetta II stessa o a suo marito Filippo di Edimburgo né alle discendenti femmine sposate, le quali prendono il cognome del marito.
Mountbatten è la traduzione letterale in inglese di Battenberg, dall'omonima città tedesca dell'Assia. Durante la prima guerra mondiale, Luigi di Battenberg fu costretto, per smentire le voci su una presunta simpatia filo-tedesca dei Windsor, ad anglicizzare nel 1917 il suo titolo, divenendo così Luigi di Mountbatten.

## Uso corrente
Detto cognome è utilizzato solo quando strettamente necessario, ovvero quando sia necessaria la produzione di atti ufficiali da parte di una autorità diversa da quella reale che necessiti di distinguere il destinatario degli atti stessi proprio assegnando a quello un cognome utile a ciò.
Ad esempio il principe Andrea, duca di York ed Anna, la principessa reale, figli della regina, utilizzarono il cognome Mountbatten-Windsor per i documenti ufficiali del loro matrimonio. Allo stesso modo, William, principe del Galles utilizzò il cognome Mountbatten-Windsor quando agì legalmente contro la rivista francese Closer che aveva pubblicato foto in topless della moglie. In occasione del matrimonio di Edoardo, duca di Edimburgo e Sophie Rhys-Jones nel 1999, la regina decise, con la loro approvazione, che i loro figli non avrebbero ricevuto il titolo di cortesia e predicato d'onore di Altezze Reali. Di conseguenza, alla nascita della figlia nel 2003 il cognome Mountbatten-Windsor fu utilizzato per la prima volta. La bambina fu chiamata Louise Alice Elizabeth Mary Mountbatten-Windsor e utilizza il titolo di cortesia di Lady Louise Windsor dato che il padre era il Conte di Wessex.

## Discendenti di Elisabetta II
- Sua maestà la regina Elisabetta II del Regno Unito (1926-2022) ∞ Sua Altezza Reale il principe Filippo, duca di Edimburgo (1921-2021)
  -  Sua maestà il Re Carlo III del Regno Unito (nato nel 1948)
    - 1. S.A.R. William, principe del Galles (nato nel 1982)
      - 2. S.A.R. il principe George di Galles (nato nel 2013)
      - 3. S.A.R. la principessa Charlotte di Galles (nata nel 2015)
      - 4. S.A.R. il principe Louis di Galles (nato nel 2018)

    - 5. S.A.R. il principe Henry, duca di Sussex (nato nel 1984)
      - 6. Il principe Archie di Sussex (nato nel 2019)
      - 7. La principessa Lilibet di Sussex (nata nel 2021)

  - 8. S.A.R. il principe Andrea, duca di York (nato nel 1960)
    - 9. S.A.R. la principessa Beatrice di York (nata nel 1988)
      - 10. Sienna Elizabeth Mapelli-Mozzi (nata nel 2021)

    - 11. S.A.R. la principessa Eugenia di York (nata nel 1990)
      - 12. August Philip Hawke Brooksbank (nato nel 2021)
      - 13. Ernest Brooksbank (nato nel 2023)

  - 14. S.A.R. il principe Edoardo, duca di Edimburgo (nato nel 1964)
    - 15. S.A.R. il principe James, conte di Wessex (nato nel 2007)
    - 16. S.A.R. Lady Louise Mountbatten-Windsor (nata nel 2003)

  - 17. S.A.R. Anna, principessa reale (nata nel 1950)
    - 18. Peter Phillips (nato nel 1977)
      - 19. Savannah Phillips (nata nel 2010)
      - 20. Isla Phillips (nata nel 2012)

    - 21. Zara Tindall (nata nel 1981)
      - 22. Mia Grace Tindall (nata nel 2014)
      - 23. Lena Elizabeth Tindall (nata nel 2018)
      - 24. Lucas Tindall (nato nel 2021)